# 1725 en science
| Années de la science : 1722 - 1723 - 1724 - 1725 - 1726 - 1727 - 1728    |
| Décennies de la science : 1690 - 1700 - 1710 - 1720 - 1730 - 1740 - 1750 |

Cet article présente les faits marquants de l'année 1725 en science.

## Événements
- 3 décembre : l'astronome britannique James Bradley commence à observer Gamma Draconis pour mesurer la parallaxe de cette étoile. Il constate le 17 décembre que la position de l'étoile s’est légèrement modifiée. Il continue ses observations pendant un an et constate que la position de l'étoile forme une petite ellipse. Il découvre sans le comprendre tout de suite le phénomène d'aberration de la lumière[1].
- 25 décembre : ouverture solennelle de l’Académie des Sciences à Saint-Pétersbourg[2].

- Le tisserand lyonnais Basile Bouchon utilise un ruban perforé en papier pour programmer un métier à tisser en utilisant le système binaire. En 1728, son assistant Jean-Baptiste Falcon perfectionne le système en remplaçant le ruban par des plaquettes de bois perforées[3].
- L'orfèvre écossais William Ged dépose un brevet pour imprimer des livres sur des planches moulées d'une seule pièce (stéréotypie), procédé découvert à Leyde vers 1700 par Van der Mey[4].

## Publications
- John Flamsteed  : Historia Coelestis Britannica, posthume, un grand catalogue d'étoiles.
- John Freind : The History of Physick (Histoire de la médecine), première partie, en anglais.
- Pierre Varignon : Nouvelle mécanique ou statique (posthume)[5].
- Giambattista Vico (1668-1744) : I Principi di una scienza nuova, qui crée la sociologie.

## Naissances

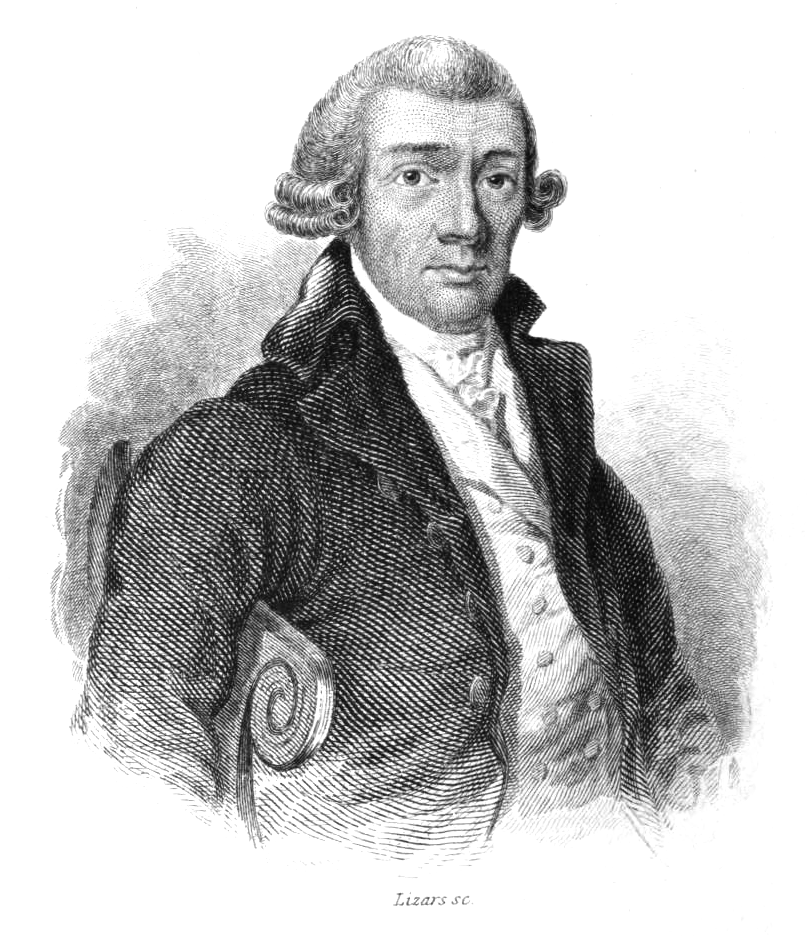
Dru Drury

- 4 février : Dru Drury (mort en 1804), entomologiste anglais.
- 7 février : Pierre Bayen (mort en 1798), chimiste et pharmacien français.
- 5 septembre : Jean-Étienne Montucla (mort en 1799), mathématicien français.
- 29 avril : Jean Baptiste Cabanis (mort en 1786), agronome français[6].
- 7 septembre : Claude Carlier (mort en 1787), historien et agronome français.
- 12 septembre : Guillaume Le Gentil (mort en 1792), astronome français.
- 16 septembre : Nicolas Desmarest (mort en 1815), naturaliste français.
- 25 septembre : Joseph Cugnot (mort en 1804), ingénieur français.

## Décès
- 24 mars : Thomas Gouye (né en 1650), astronome et linguiste français.